# Troy Flavell
Pour les articles homonymes, voir Flavell.
Pas d'image ? Cliquez ici

a Compétitions nationales et continentales officielles uniquement.

b Matchs officiels uniquement.
Dernière mise à jour le 15 juin 2020.
 Troy Vandem Flavell, né le 4 novembre 1976 à Otahuhu, est un ancien joueur de rugby à XV néo-zélandais qui a joué avec les All Blacks. C’est un deuxième ligne ou troisième ligne aile ou centre de 1,95 m pour  116 kg, qui a terminé sa carrière au Saint-Jean-de-Luz olympique rugby

## En club
- - 1994 : Moissac
  - 2004-2006 : Toyota Verblitz 
  - 2008-2010 : Mitsubishi Dynaboars 
  - 2010-2012 : Aviron bayonnais 
  - 2012-2013 : Saint-Jean-de-Luz olympique rugby

## En province
- - jusqu'en 1998 : Chiefs 
  - 1999-2004 : Blues 
  - 2007 : North Harbour Rugby Union 
  - 2006-2008 : Blues

Il a joué avec North Harbour de 1998 à 2008, il fut même le capitaine des Auckland Blues.
Flavell est revenu jouer le Super 12/14 en 2006 après deux saisons passées au Japon.

### En équipe nationale
Il a reçu sa première cape avec les All Blacks le 16 juin 2000 à l'occasion d'un match contre l'équipe des Tonga. Il fut à nouveau sélectionné en 2006 après une interruption de plusieurs années.
Il a aussi joué avec l’équipe des Māori de Nouvelle-Zélande.

## Palmarès
- Nombre de matchs de Super 12/14 : 50
- Nombre de matchs avec les All Blacks : 22 (30pts)
- Nombre de matchs avec les Māori : 12
- Vainqueur du Tri-nations 2007 avec les All Blacks

## Statistiques

### En équipe nationale
De 2000 à 2007, Troy Flavell compte 22 sélections avec les All-Blacks, inscrivant 30 points. Avec les Kiwis, il dispute trois éditions du Tri-nations en 2000, 2001 et 2007.